# 千葉県立佐倉西高等学校
千葉県立佐倉西高等学校（ちばけんりつさくらにしこうとうがっこう）は千葉県佐倉市にある公立高校。

## 概要

### 校訓
真摯没入
- 何事にも真剣に精神を集中して取り組むこと

協力親和
- 誰とでも協力して物事に当たれる姿勢を養うこと

徳性涵養
- 道徳心が自然に発揮されるように心を磨くこと

### 学校教育目標
- 世界に通用する生徒（第一に他を思いやる心、第二に学力）を育成する。
- 生徒・保護者・地域の人々の期待を超える結果を実現する。

## 設置学科
- 普通科
  - 文系進学コース
  - 理系進学コース
  - 総合コース
  - 福祉コース

※2年進級時にコースを選択する。

## 沿革
- 1976年 - 千葉県立高等学校設置条例の一部を改正する条例案、千葉県教育委員会可決
- 1976年 - 千葉県立高等学校設置条例の一部を改正する条例案、県議会において議決
- 1976年 - 千葉県立高等学校設置条例の一部を改正する条例を公布（昭和52年4月1日から施行）
- 1976年 - 昭和52年度千葉県立佐倉西高等学校第1学年生徒募集定員告示、募集定員180人
- 1977年 - 入学学力検査実施（会場、千葉県立佐倉高等学校）（2日間）
- 1977年 - 千葉県立佐倉西高等学校創立。開校式ならびに入学式を挙行（会場、千葉県立佐倉高等学校体育館）入学者199名　4学級
- 1978年 - 千葉県立佐倉高等学校より現校舎を移転
- 1978年 - 第1期建築工事（普通教室棟完成）
- 1978年 - 第2期建築工事（管理棟、特別教室棟の一部完成）
- 1979年 - 史跡古墳が県文化財の指定を受ける
- 1979年 - 第3期建築工事（体育館兼武道場完成）
- 1979年 - 第4期増築工事（普通教室棟、管理特別教室棟完成）
- 1980年 - 校門完成
- 1982年 - 創立5周年記念式典挙行
- 1982年 - 創立5周年記念ジョギングコース完成
- 1985年 - 昭和60年度　全30学級
- 1985年 - 体育倉庫兼部室完成
- 1985年 - 工芸室、窯場完成
- 1987年 - 創立10周年記念式典挙行
- 1987年 - 創立10周年記念庭園完成
- 1988年 - 創立10周年記念誌刊行
- 1991年 - 国際交流「ニュージーランド生徒派遣　第1回」（20名、25日間）
- 1991年 - 国際交流「ニュージーランドマリアンカレッジ短期留学生受け入れ」（19名、20日間）
- 1993年 - コンピューター教室設置
- 1993年 - 図書室の冷房設備設置
- 1994年 - 3コース（国際文化・人文社会・数理）の設置
- 1995年 - 推薦入試の実施
- 1997年 - 創立20周年記念式典（習志野文化ホール）
- 2002年 - セミナーハウス（西風館）完成
- 2002年 - 校内LAN整備
- 2007年 - 全普通教室冷房設備運転開始
- 2007年 - 創立30周年記念式典

## 交通
- 京成志津駅よりバス7分（南口3番: 臼井駅、田町車庫、京成佐倉駅、JR佐倉駅行き - 東邦大佐倉病院下車すぐ)）
- 京成臼井駅より徒歩25分・バス6分（南口４番: 志津駅行き - 東邦大佐倉病院下車すぐ）
- 京成ユーカリヶ丘駅より徒歩25分
- 四街道方面からは臼井駅乗換（四街道駅北口2番: 京成佐倉駅、田町車庫行き - 臼井駅下車乗換）

## 著名な卒業生
- パペットマペットの黒子

## 著名な元教員
- 鈴木秀夫（三井住友海上女子陸上競技部監督）

## 特記事項
- 飯郷作遺跡

千葉県文化財。校舎建設中に4世紀前半に作られた古墳が発見された。発見された一部の前方後方墳や方墳が保存されている。 古墳保存のために校舎建築計画が変更され、プールは造られず、校舎がいびつに配置された。

## その他
2007年、全教室にクーラーが設置された。東葛、印旛地域では4校目である。